# Small Axe
Ne doit pas être confondu avec Small Axe (mini-série).
Small Axe est un label musical français créée en 1999 au sein du distributeur Tripsichord. Ce label réunit 21 groupes de rock, ska, reggae, punk, chanson, world, electro...
Small Axe a déposé le bilan le 23 septembre 2004 à la suite de la faillite du distributeur Tripsichord. L'équipe du label Small Axe a fondé un nouveau label : SuperSonic.

## Principaux groupes soutenus par Small Axe
- Big Mama
- Babylon Circus
- Grave de Grave
- Les Caméléons
- Maximum Kouette
- Meï Teï Shô
- Orange Street
- Rude Boy System
- Skunk
- Tagada Jones
- Zenzile
- Kanjar'Oc